# Loras Joseph Watters
Loras Joseph Watters (Dubuque, 14 ottobre 1915 – Winona, 30 marzo 2009) è stato un vescovo cattolico statunitense, quinto vescovo di Winona.

## Biografia
Loras Joseph Watters è nato a Dubuque, nello Iowa, dove è stato ordinato sacerdote il 7 giugno 1941. Il 21 giugno 1965, all'età di 49 anni, è stato nominato da papa Paolo VI vescovo ausiliare di Dubuque, titolare di Fidoloma. L'8 gennaio 1969 lo stesso papa lo ha nominato quinto vescovo di Winona, dove è rimasto fino al suo 71º compleanno nel 1986. È morto a Winona all'età di 93 anni.

## Genealogia episcopale
La genealogia episcopale è:
- Cardinale Scipione Rebiba
- Cardinale Giulio Antonio Santori
- Cardinale Girolamo Bernerio, O.P.
- Arcivescovo Galeazzo Sanvitale
- Cardinale Ludovico Ludovisi
- Cardinale Luigi Caetani
- Cardinale Ulderico Carpegna
- Cardinale Paluzzo Paluzzi Altieri degli Albertoni
- Papa Benedetto XIII
- Papa Benedetto XIV
- Cardinale Enrico Enriquez
- Arcivescovo Manuel Quintano Bonifaz
- Cardinale Buenaventura Córdoba Espinosa de la Cerda
- Cardinale Giuseppe Maria Doria Pamphilj
- Papa Pio VIII
- Papa Pio IX
- Cardinale Alessandro Franchi
- Cardinale Giovanni Simeoni
- Cardinale Antonio Agliardi
- Cardinale Basilio Pompilj
- Cardinale Adeodato Piazza, O.C.D.
- Cardinale Egidio Vagnozzi
- Vescovo Loras Joseph Watters